# ツネイシスタジアム
ツネイシスタジアムは、広島県福山市藤江町のレジャー施設「みろくの里」にある野球場。旧称・みろくの里神勝寺球場（みろくのさと・しんしょうじきゅうじょう）。

## 歴史
「みろくの里」を所有するツネイシLRが所有・管理する野球場で、屋内ブルペン・室内練習場・サブグラウンド・更衣室などの練習施設が併設されている。旧称の「神勝寺球場」は、みろくの里敷地内にある臨済宗建仁寺派の寺院・神勝寺に由来する。
1979年から1992年まで広島東洋カープの二軍本拠地として使用され、ウエスタン・リーグ公式戦などを開催していたが、二軍の合宿所である大野寮からの移動が負担となり、開催数が徐々に減少。晩年は年間14試合程度を開催するにとどまった。1993年に由宇球場へ本拠地を移転した後はさらに開催数が減少、1995年を最後にウエスタンの開催がなくなった。また、昭和時代末期から平成初期にかけては阪急ブレーブス→オリックス・ブレーブスが秋季キャンプに使用していた。
2011年に球場名を現名称に変更し、フルカラーLED方式の電光掲示板が導入された。現在は、ツネイシホールディングスの所管する社会人野球チーム「ツネイシブルーパイレーツ」のホームグラウンドとして利用されているが、みろくの里のウェブサイトからツネイシスタジアムの記述がなくなっており、一般利用は想定されていない。
なお、みろくの里には人工芝サッカー場などを軸とした宿泊研修施設「ツネイシしまなみビレッジ」が建設されたが、ツネイシスタジアムはこれらとは別施設として管理されている。

## 施設概要
- 両翼93m、中堅121m
- 内野：土、外野：天然芝
- 収容人数：1,000人
  - ネット裏管理棟とダッグアウトの間にテーブル席［個別座席（背もたれあり）及びベンチ席（背もたれあり）］と個別座席（背もたれなし）、ダッグアウトとポールの間に内野スタンド［ベンチ席］が設けられている。
  - 内野スタンドの板張り床は広島の二軍本拠地として使用されていた当時のまま変わっていない。
  - ネット裏メインスタンドと外野スタンドは設けられていない。
- 照明設備：一塁側 三塁側両スタンド裏に2基ずつ設置(2017 - )
- スコアボード：フルカラーLED式電光掲示板（2011年 - ）
  - 2010年まではパネル式であった。
- ネット裏管理棟向かいに室内練習場がある。
- ネット裏に男子トイレ、球場外（レフト後方）に女子トイレがある。

## 交通
- 車で
  - 福山東インターチェンジより約40分
  - 福山西インターチェンジより約20分
- トモテツバスで
  - JR福山駅よりみろくの里行き、「みろくの里」バス停下車徒歩10分
  - JR松永駅より沼南・早戸線千年橋行き、「みろくの里」バス停下車徒歩10分